# Brkoslav severní
Brkoslav severní (Bombycilla garrulus) je zpěvný pták velký jako špaček obecný. Dožívá se průměrně pěti let.

## Znaky
Velký jako špaček s hustým opeřením a krátkým, žlutě zakončeným ocasem. Kostřec je šedý, na hlavě má pták chocholku. Cvrčivý hlas. Let je rychlý, podobný letu špačka.

## Rozšíření

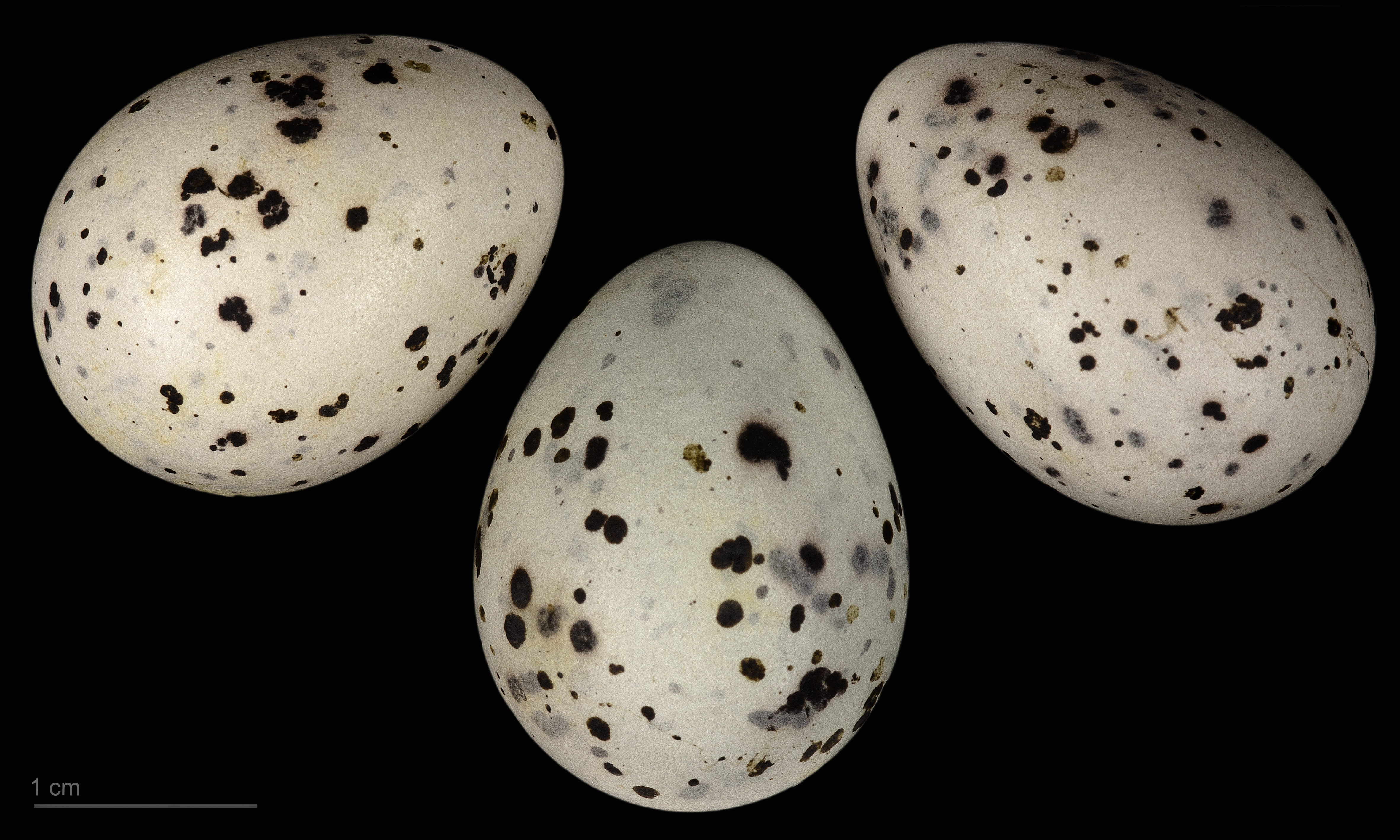
Bombycilla garrulus

Má cirkumpolární rozšíření, hnízdí v severní Skandinávii, na Sibiři, Dálném východě a na severozápadu Severní Ameriky. Při hnízdění není jeho výskyt nijak hustý, v zimě se však v hejnech stahuje na jih do střední Evropy, výjimečně ještě jižněji (Malta, Kypr, v roce 1841 byl dokonce zaznamenán v severním Alžírsku a Arábii)

## Výskyt v Česku
Brkoslav severní na území Česka pravidelně zimuje či tudy protahuje, jeho početnost je však značně kolísavá. Dokonce existuje několik neověřených zpráv o hnízdění. Jediná Faunistickou komisí České společnosti ornitologické akceptovaná (březen 2003) zpráva o hnízdění je historická z roku 1941 ze zámeckého parku ve Smilkově, uznaná na základě objevené korespondence pozorovatele Libora Chaloupky s Otto Kadlecem.

## Potrava
Živí se převážně hmyzem, ale s oblibou ozobává ovoce (bobule), zvláště v zimě. Je to jeden z mála ptáků který požírá jmelí bílé, ochmet evropský a kalinu obecnou.

## V umění

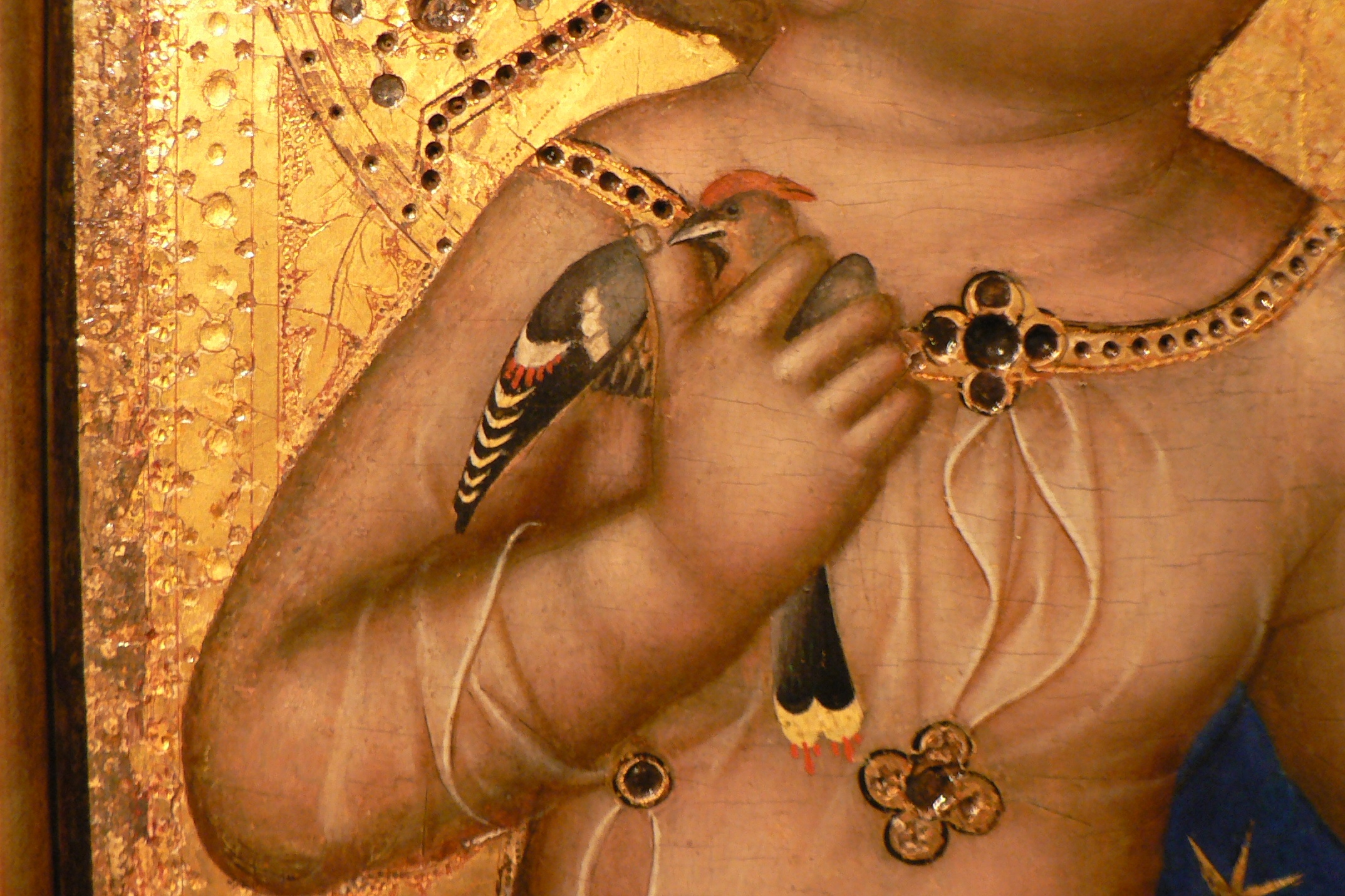
Detail gotického obrazu Madona zbraslavská (1350–1360)

Brkoslav se objevuje na deskových obrazech již v gotice, příkladem je Madona zbraslavská. Na tomto obraze z let 1350–1360 drží Ježíšek v ruce právě brkoslava. Obvyklejší je v tomto provedení spíše stehlík obecný.